# Carlton (Kansas)
Carlton – miasto położone w hrabstwie Dickinson.